# Fumaria berberica
Fumaria berberica är en vallmoväxtart som beskrevs av Herbert William Pugsley. Fumaria berberica ingår i släktet jordrökar, och familjen vallmoväxter. Inga underarter finns listade i Catalogue of Life.